# Веселівка (Кременецький район)
Веселі́вка — село в Україні, у Кременецькій міській громаді Кременецького району Тернопільської області . 
До села приєднано хутори Високий Горб та Дубина. Населення — 301 особа (2024).
Поблизу Веселівки розташований Довжоцький ботанічний заказник.

## Історія
Біля Веселівки виявлено залишки давньоруського городища.
Перша писемна згадка — 16 століття як власність князів Вишневецьких.
У переліку замкових сіл та людей при Кременецькому замку (дані за люстраціями 1542, 1545, 1552 рр):
До 1890 Веселівка належала О.Ф.Вороніну.
1 жовтня 1933 року утворено ґміну Угорськ Кременецького повіту і село включено до неї.
12 червня 2020 року, відповідно до розпорядження Кабінету Міністрів України № 724-р «Про визначення адміністративних центрів та затвердження територій територіальних громад Тернопільської області», увійшло до складу Кременецької міської громади.
19 липня 2020 року, в результаті адміністративно-територіальної реформи та ліквідації Кременецького (1940-2020) району, село увійшло до складу новоутвореного Кременецького району.

## Населення
За даними перепису населення 2001 року мовний склад населення села був таким:
| Мова       | Число ос. | Відсоток |
| ---------- | --------- | -------- |
| українська |           | 99,54    |
| російська  |           | 0,46     |

## Пам'ятки
Є церква Різдва Пресвятої Богородиці (1990; мурована).

## Соціальна сфера
Діє бібліотека.

## Галерея

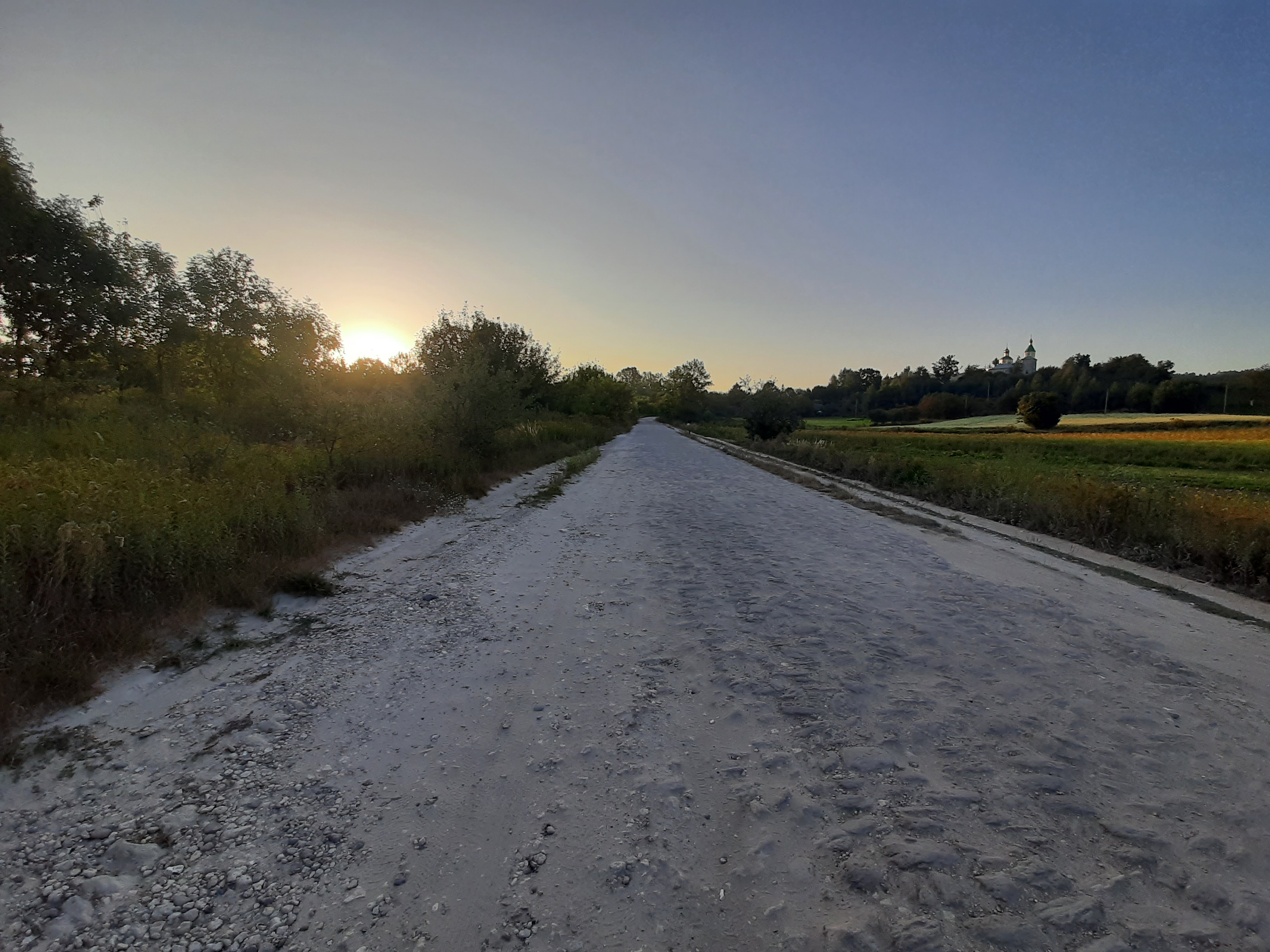
Дорога в село
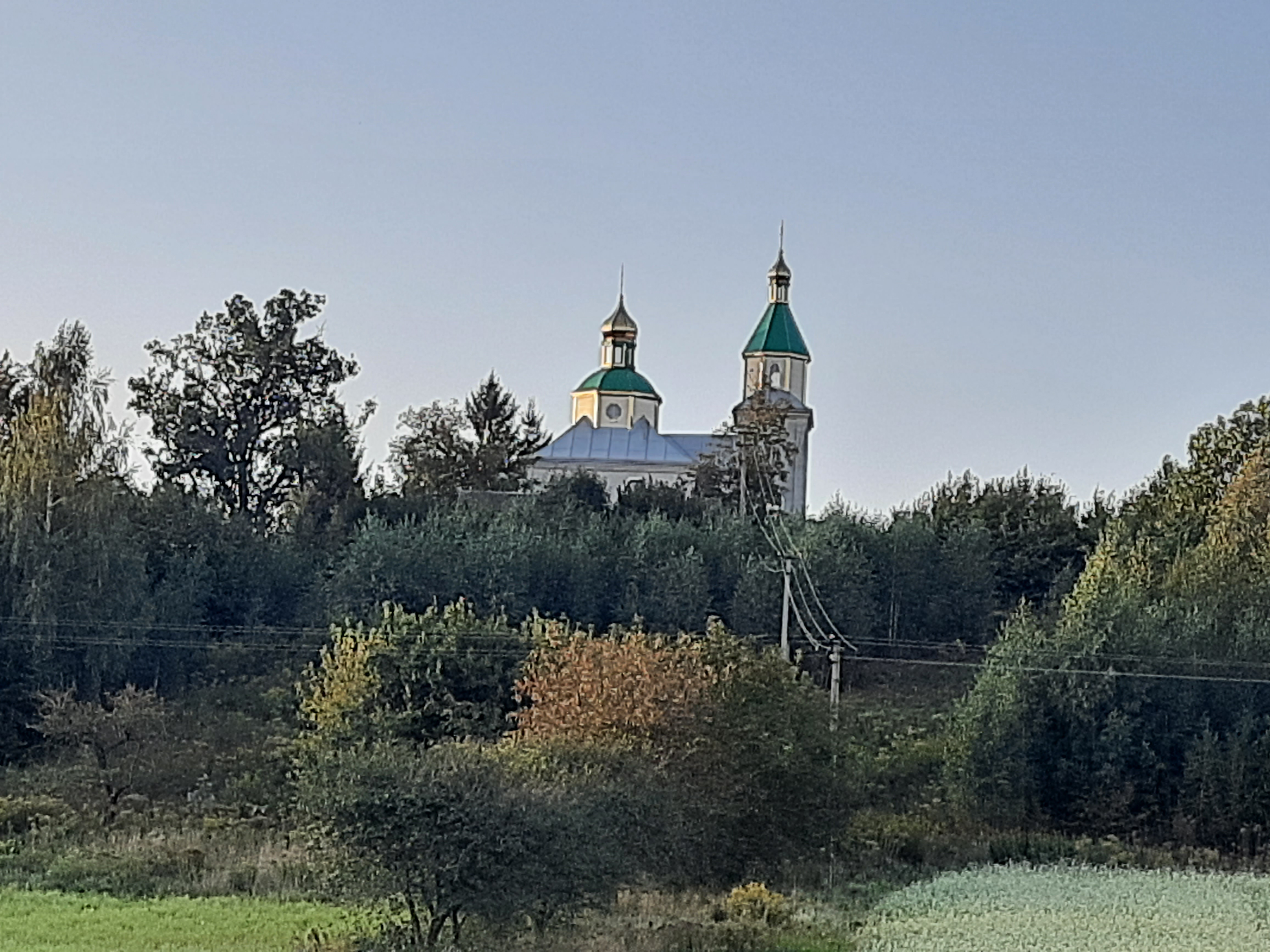
Церква Різдва Пресвятої Богородиці Веселівка
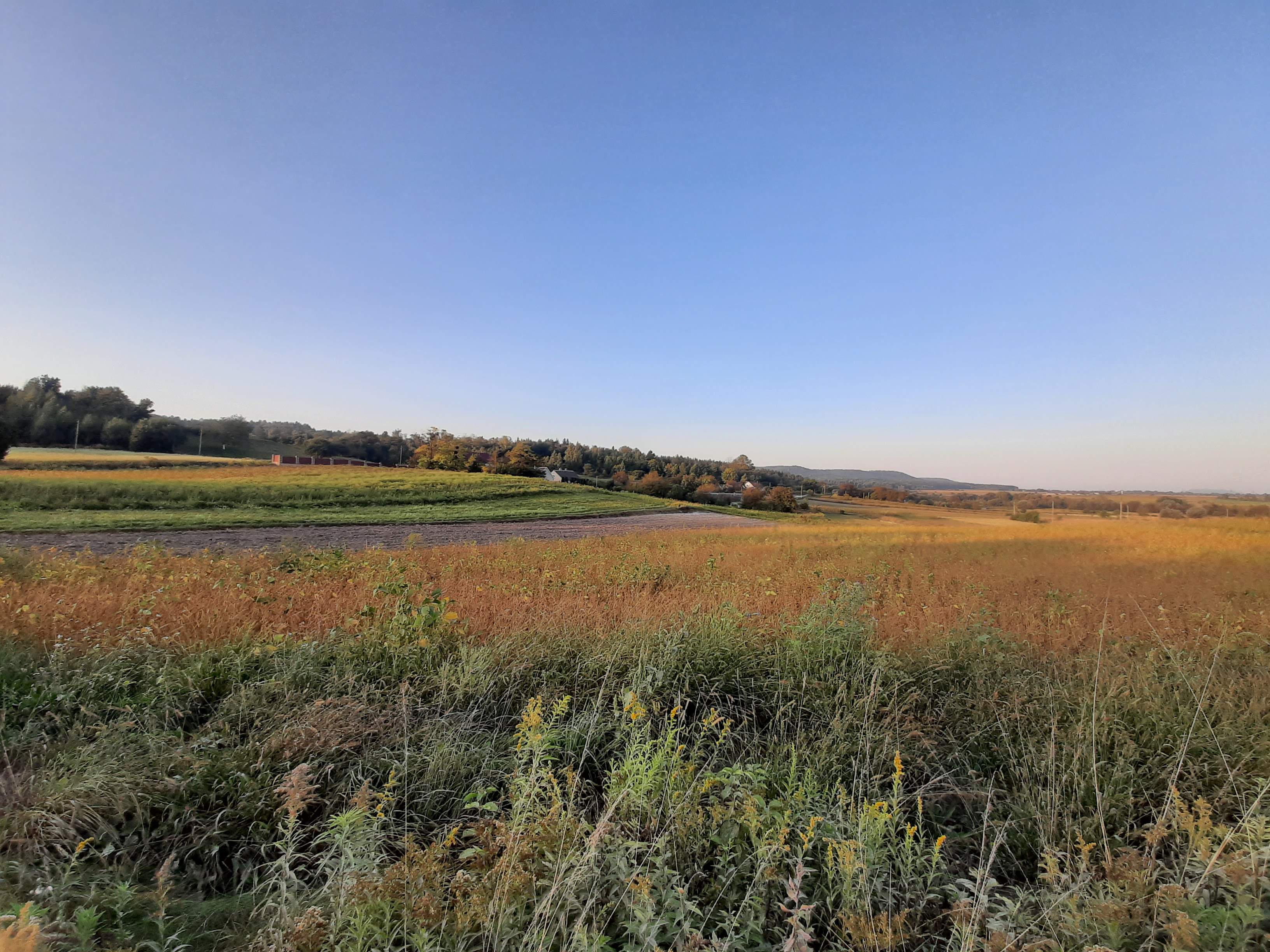
Краєвид біля села
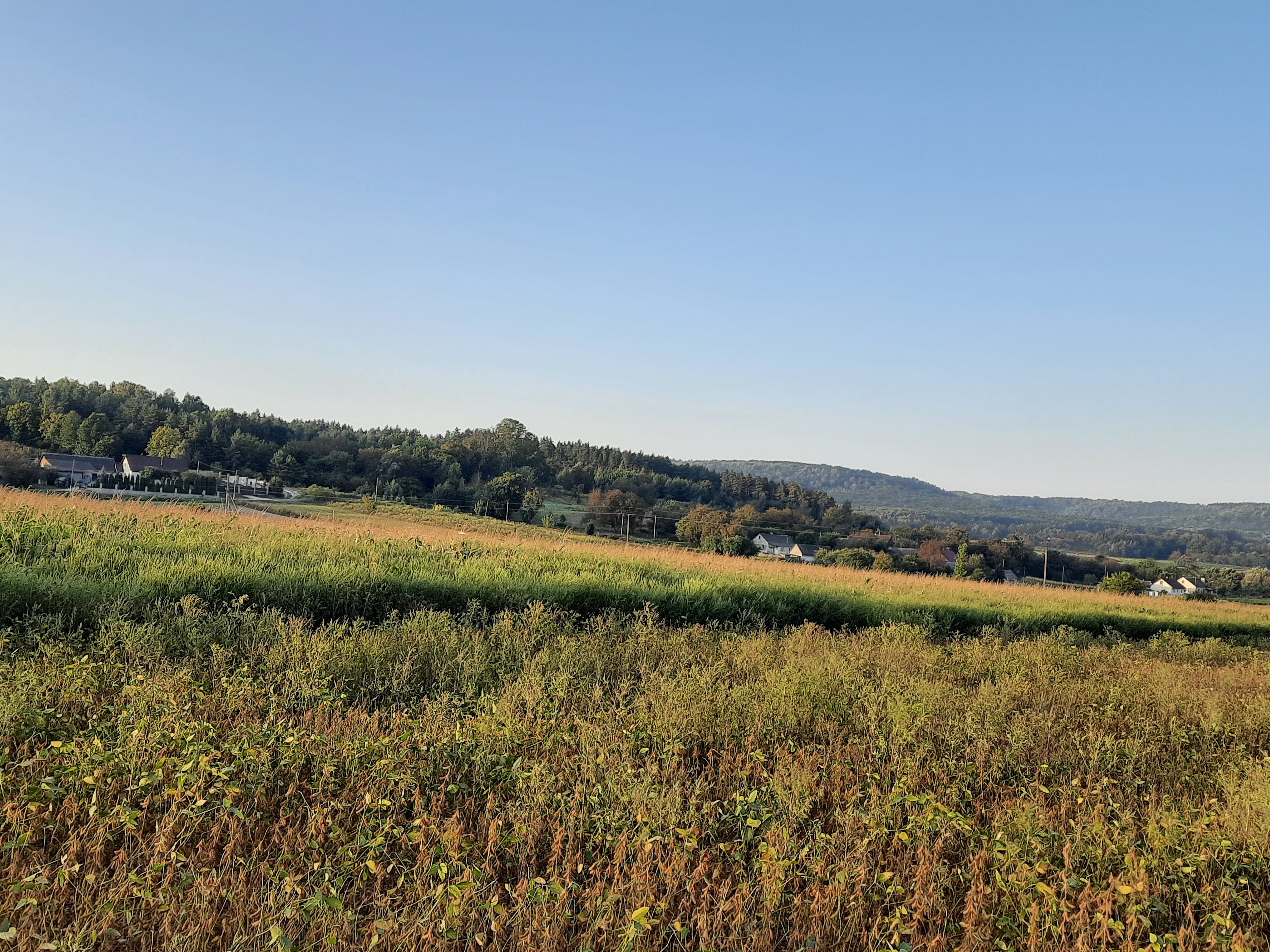
Сільський краєвид